# 430 î.Hr.

## Evenimente
- La puțin timp după izbucnirea unui război între Atena și Sparta, o epidemie a făcut ravagii printre locuitorii Atenei timp de aproximativ cinci ani.

## Nașteri
- Xenofon, istoric, soldat și mercenar grec, precum și student al lui Socrate (d. 354 î.Hr.)

## Decese
- Empedocle, filosof grec presocratic (n. 490 î.Hr.)
- Phidias, sculptor grec din epoca lui Pericle, unul dintre cei mai importanți reprezentanți ai perioadei clasice din cultura greacă (n. cca. 490 î.Hr.)

## Legături externe
Materiale media legate de 430 î.Hr. la Wikimedia Commons